# Dinamo Nowosybirsk
Dinamo Nowosybirsk (ros. Футбольный клуб «Динамо» Новосибирск, Futbolnyj Kłub "Dinamo" Nowosibirsk) – rosyjski klub piłkarski z siedzibą w Nowosybirsku.

## Historia
Chronologia nazw:
- ???—???: Dinamo Nowosybirsk (ros. «Динамо» Новосибирск)

Piłkarska drużyna Dinamo została założona w mieście Nowosybirsk. 
W 1946 zespół debiutował w Trzeciej Grupie, strefie Syberyjskiej Mistrzostw ZSRR, w której zajął 4. miejsce.
Jednak następnie już nie uczestniczył w rozgrywkach na poziomie profesjonalnym.
Również w 1937, 1938 i 1949 uczestniczył w rozgrywkach Pucharu ZSRR.

## Sukcesy
- 4. miejsce w Trzeciej Grupie ZSRR, strefie Syberyjskiej: 1946
- 1/16 finału w Pucharze ZSRR: 1937